# Каатинга жовтоброва
Каати́нга жовтоброва (Herpsilochmus gentryi) — вид горобцеподібних птахів родини сорокушових (Thamnophilidae). Мешкає в Перу та Еквадорі.

## Опис
Довжина птаха становить 10-11 см, вага 10-11 г. Верхня частина тіла самця темно-сіра, поцяткована чорними плямками, на спині між крил біла пляма. тім'я і потилиця чорні, наод очима жовті "брови", перед очима чорна пляма, крила чорні, края покривних пер білі. Хвіст чорний, кінчики пер білі. Горло і нижня частина тіла жовтуваті, боки мають оливковий відтінок. У самиці на лобі і на тімені руді плями, тім'я жовтувате. Нижня частина тіла темніша.

## Поширення й екологія
Жовтоброві каатинги поширені на сході Еквадору (на південному сході Пастаси) і на півночі Перу (Лорето на захід від Напо і на північ від Мараньйону). Голотип походить з лівого берегу річки Тіґре (3°44′00″ пд. ш. 74°32′00″ зх. д. / 3.73333° пд. ш. 74.53333° зх. д.).